# Цвете на снега
„Цвете на снега“ (на грузински: ყვავილი თოვლზე, Kvavili tovlze) е музикална кинокомедия заснета през 1959 г. от киностудията Грузия-филм.

## Сюжет
Кахабер Кахаберидзе завършва за ветеринар и се подготвя да отиде да работи на село. Тогава се влюбва в естрадната певица Нелли Джандиери. Вместо ветеринар, той става администратор на вокалния квинтет, в който участват Нелли и нейните сестри.
Сляпата любов не позволява на Кахабер да види, че Нелли и сестрите и откровено му се присмиват и го използват. Той продължава да работи с пълни сили за техния успех и слава. Неизвестно колко щеше да продължи това, ако Кахабер не беше срещнал младата скиорка Цицино. Това познанство му помага да осъзнае, че Нелли не го обича, а и неговите чувства към нея вече са изстинали.
Кахабер се връща към работата си на ветеринар. Цицино не успява да спечели престижното състезание за наградата „Цвете на снега“, но високо в планината с Кахабер откриват щастието.

## В ролите
- Леван Антадзе, като Кахабер Кахаберидзе
- Джулиета Вашакмадзе, като Цицино
- Наташа Кобахидзе, като Нелли Джандиери